# The Movie Orgy
The Movie Orgy (The Movie Orgy) è un film sperimentale del 1968 diretto da Joe Dante.
Il film consiste in un assemblaggio di spezzoni di found footage.